# Żegota-Denkmal in Warschau

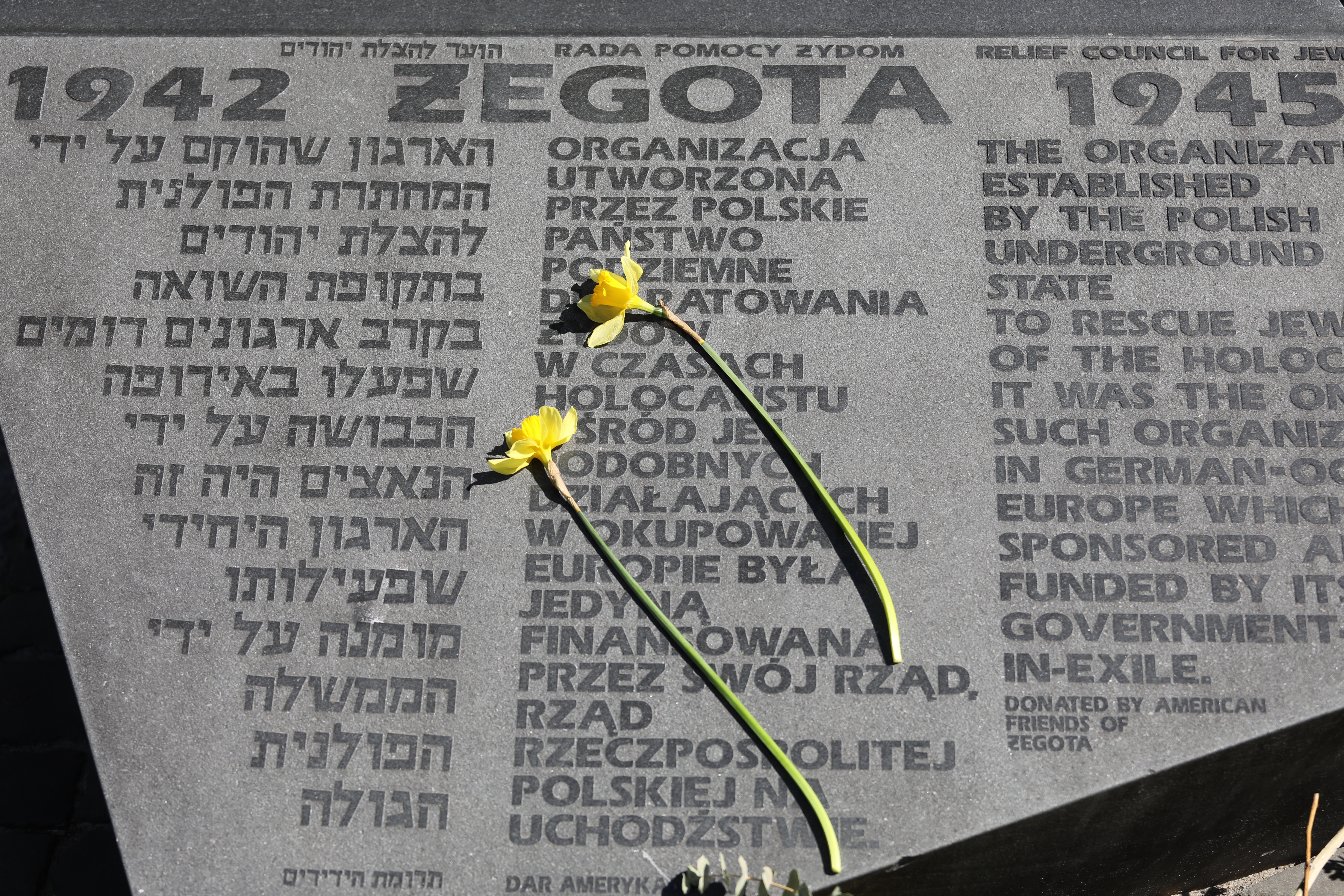
Żegota-Denkmal in Warschau

Das Żegota-Denkmal in Warschau (poln. Pomnik Żegoty w Warszawie) ist ein Denkmal für den Rat für die Unterstützung von Juden (Rada Pomocy Żydom). Es befindet sich in einem Park an der Ludwik-Zamenhof-Straße im Warschauer Stadtteil Muranów zwischen dem Denkmal der Helden des Ghettos und dem Museum der Geschichte der polnischen Juden.
Das am 27. September 1995 von dem damaligen polnischen Außenminister Władysław Bartoszewski enthüllte Denkmal erinnert an die Aktivitäten und den Kampf des unter der Unterstützung und Finanzierung der polnischen Exilregierung stehenden Rates für die Unterstützung von Juden in den Jahren von 1942 und 1945 während des Zweiten Weltkriegs. Es wurde von der Architektin Hanna Szmalenberg und dem Künstler Marek Moderau entworfen.
Die Inschrift auf der Platte des Denkmals ist in hebräischer, polnischer und englischer Sprache eingraviert. Die polnische Aufschrift lautet (mit deutscher Übersetzung):

„1942 – Żegota – 1945. Organizacja utworzona przez Polskie Państwo Podziemne dla ratowania Żydów w czasach Holocaustu, wśród jej podobnych działających w okupowanej Europie była jedyną finansowaną przez swój Rząd, Rząd Rzeczypospolitej Polskiej na Uchodźstwie”

„1942 – Żegota – 1945. Die vom Polnischen Untergrundstaat zur Rettung von Juden während des Holocaust geschaffene Organisation war die einzige unter ähnlichen im besetzten Europa tätigen Organisationen, die von ihrer Regierung, der Regierung der Republik Polen im Exil, finanziert wurde.“

Neben dem Denkmal steht eine Eiche, die 1988 anlässlich des 45. Jahrestages des Aufstands im Warschauer Ghetto zur gemeinsamen Erinnerung für Polen und Juden gepflanzt wurde.
Die Errichtung des Denkmals wurde von polnischen US-Amerikanern finanziert („donated by American Friends of Zegota“, siehe englische Aufschrift).

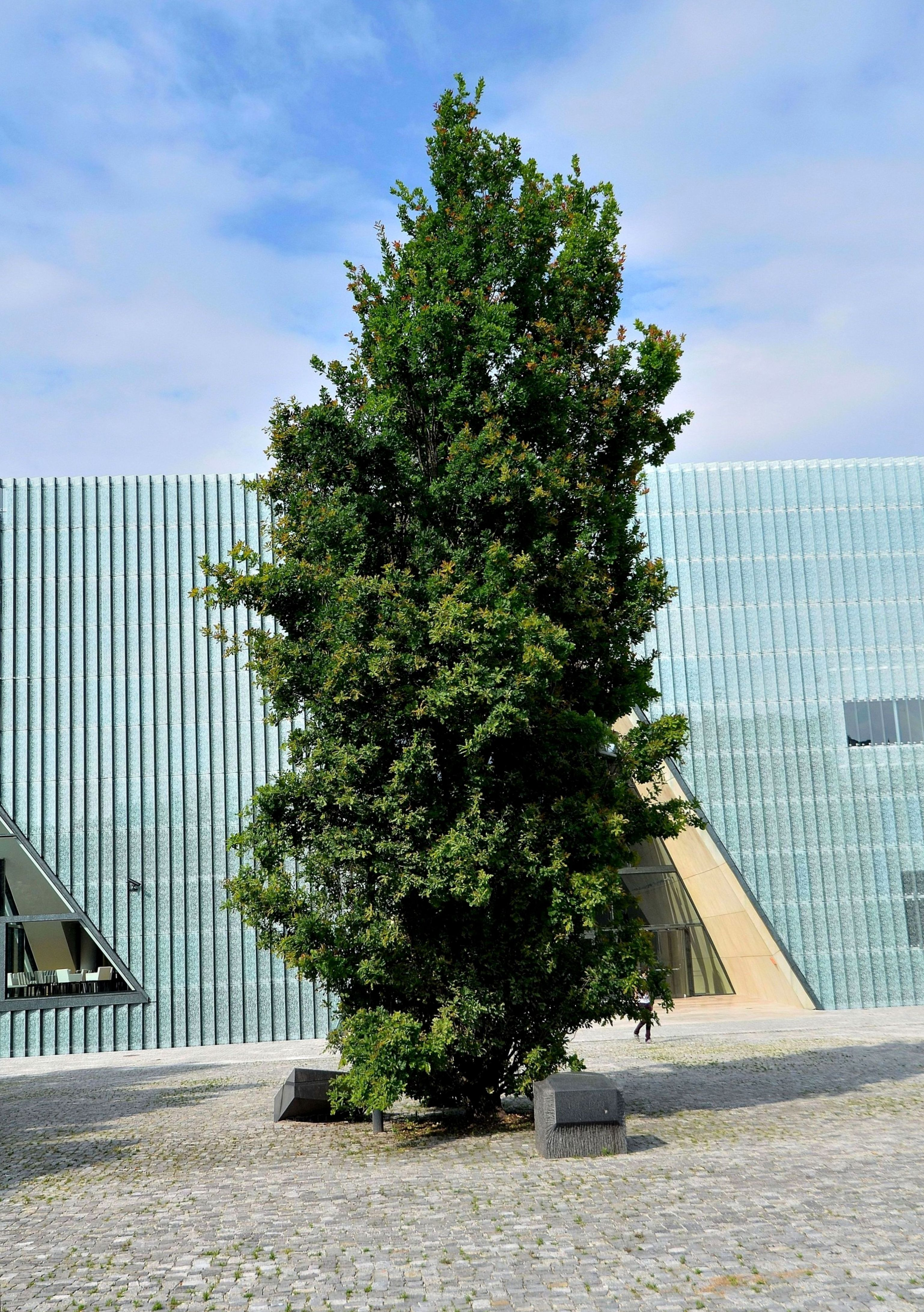
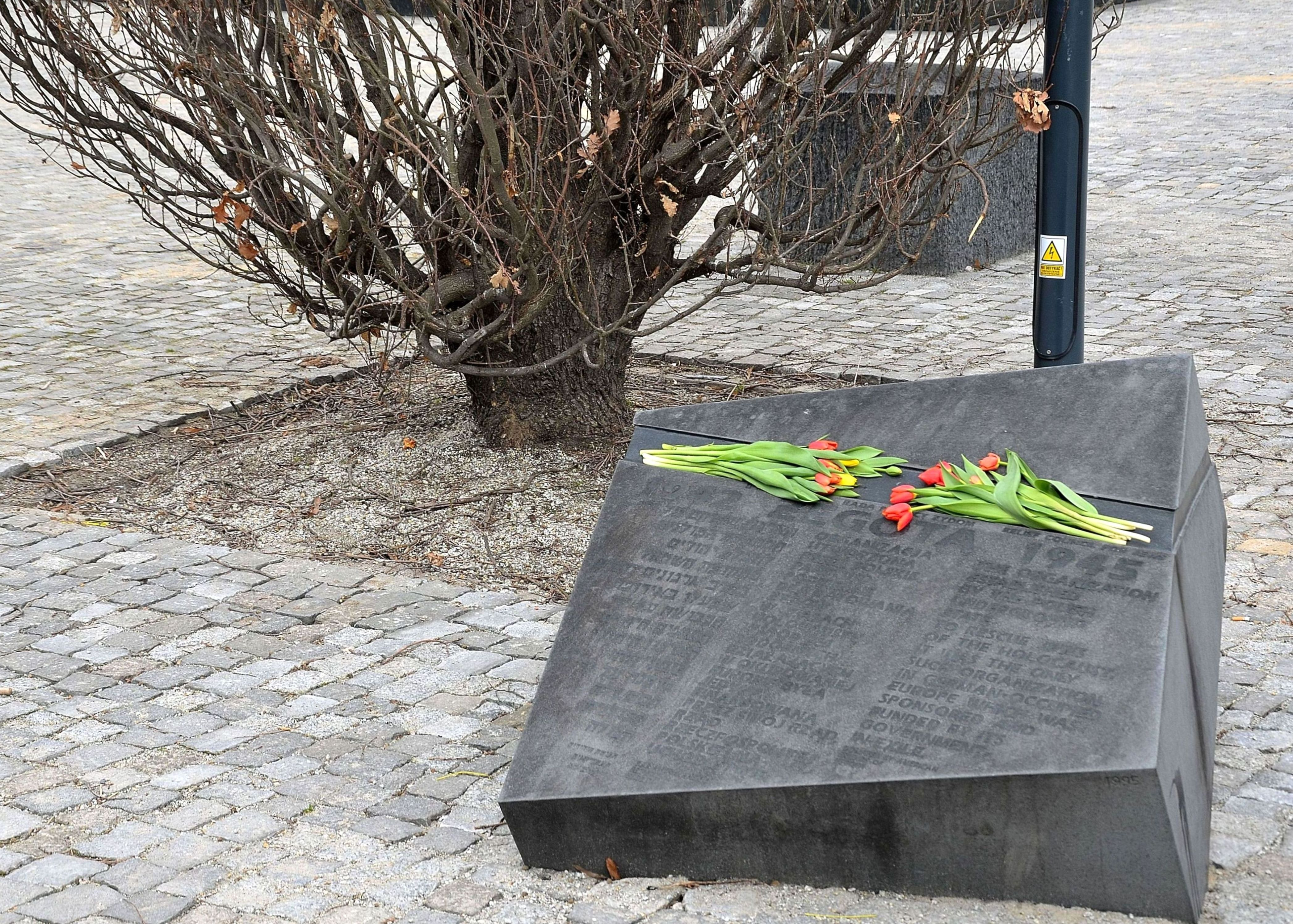
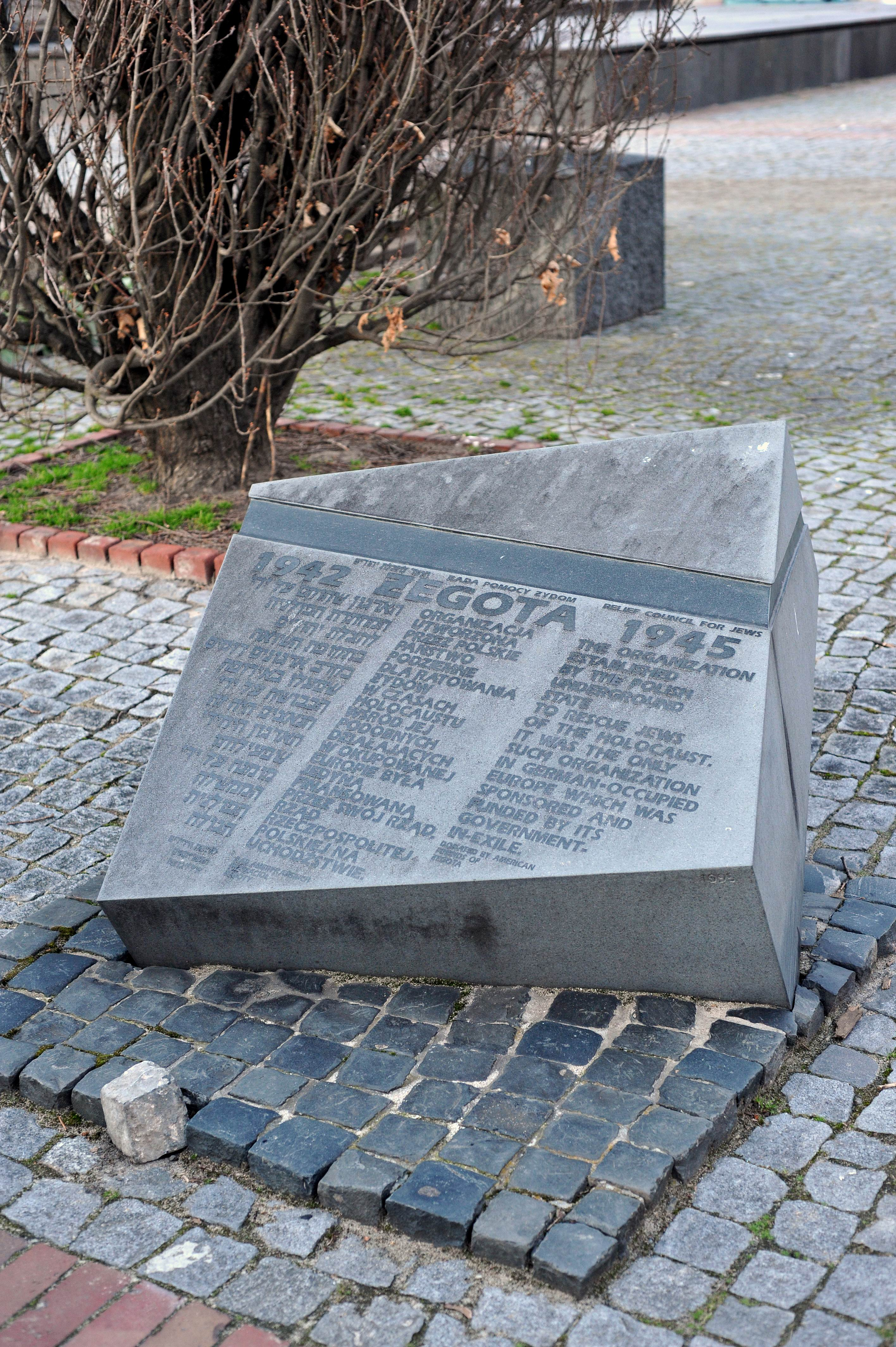